# Manoir de Pierre-Basse
Le manoir de Pierre-Basse est un manoir situé à Louresse-Rochemenier, en France.
Ce logis, construit au XVIe siècle, est repris au cours des siècles suivants.

## Localisation
Le manoir est situé dans le département français de Maine-et-Loire, sur la commune de Louresse-Rochemenier, à l'entrée occidentale de Rochemenier.

## Description
Le Manoir de Pierre-Basse est un grand logis datant du milieu du XVIe siècle, flanqué aux deux angles sud et est de tourelles dites échauguettes c’est-à-dire des postes de garde. Il est entouré d’un parc et de caves troglodytiques. Les communs (ensemble des logements du service ; cuisine, écuries, habitations des domestiques, etc.) situés à l'ouest datent du XVIIIe siècle, tout comme l'intérieur et les ouvertures qui ont été repris à cette époque. Toutefois, le domaine existait bien auparavant car on le mentionne dès le XIVe siècle (Petra Bassa, 1316). Les fief, domaine et seigneurie de Pierre-Basse relevaient de Doué, de la porte de Launay et de Sourches. 
Les matériaux utilisés pour le gros-œuvre sont le calcaire, le moellon et la pierre de taille, avec un appareil mixte. Pour la couverture, le toit en ardoise et grison (falun solide de Doué) est à longs pans,.

## Propriétaires
Plusieurs familles et seigneurs des alentours ont possédé ce logis.
Au XVIIIe siècle, il appartenait à la famille Foullon de Doué-la-Fontaine. Le manoir était utilisé pour la gestion du domaine. Les cavités et habitations troglodytiques des environs dépendaient du manoir ; elles étaient utilisées pour les travaux (cf. extraction de falun), usages agricoles et par les familles qui vivaient sur le domaine.
Le baron de Doué, Joseph François Foullon (1715-1789), fut le propriétaire du manoir de Pierre Basse, ainsi que du château des Basses Minières à Soulanger à Doué-la Fontaine (dont la grande allée principale des jardins rejoignait le château du Pont de Varenne), où il résidait. 
C'est d'ailleurs au baron Foullon que l'on doit la création de la première pépinière à Soulanger. Il a permis le développement de la culture des rosiers à Doué-La-Fontaine (premier centre de production de rosiers en Europe). Il a fait planter des roses entre son château à Doué et le village de Rochemenier. C’est une des raisons pour laquelle il existe désormais une variété de rose nommée « Rochemenier Village » créée en 2001.
André Courjaret (1776-1850) qui fut maire de Rochemenier y résida.
Ensuite, la maison du Marquis de Cossé-Brissac en fut propriétaire, puis la famille Métivier-Percher en 1866. Le manoir de Pierre Basse fut également propriété de Patrick Cauvin (Marseille 1932 – Paris 2010), de son vrai nom Claude Klotz, écrivain et scénariste. Il s’est inspiré du manoir dans plusieurs de ses ouvrages : Haute-Pierre en 1985 et La Maison de l’été en 2008.